# (25870) Panchovigil
(25870) Panchovigil est un astéroïde de la ceinture principale d'astéroïdes.

## Description
(25870) Panchovigil est un astéroïde de la ceinture principale d'astéroïdes. Il fut découvert le 28 mai 2000 à Socorro (Nouveau-Mexique) par le projet LINEAR. Il présente une orbite caractérisée par un demi-grand axe de 2,36 UA, une excentricité de 0,20 et une inclinaison de 2,3° par rapport à l'écliptique.

## Compléments